# Martin Steinkühler (Jurist)
Martin Steinkühler (* 30. März 1973 in Ratingen) ist ein deutscher Jurist und seit 2014 Richter am Bundesverwaltungsgericht.

## Leben
Steinkühler studierte Rechtswissenschaft in Mannheim und Bonn. Seine juristische Laufbahn begann er im August 2001 in der rheinland-pfälzischen Justiz am Verwaltungsgericht Koblenz. Für die Zeit von Mai 2002 bis Oktober 2002 wurde er an das Bundesministerium der Justiz abgeordnet. Eine weitere Abordnung führte ihn von November 2003 bis Dezember 2006 als wissenschaftlichen Mitarbeiter an das Bundesverfassungsgericht. Währenddessen wurde er 2006 zum Richter am Verwaltungsgericht ernannt. 
Nachdem er im Januar 2007 seine Arbeit am Verwaltungsgericht Koblenz wieder aufgenommen hatte, wurde er zugleich teilweise an den Verfassungsgerichtshof Rheinland-Pfalz abgeordnet. Im August 2007 kam eine zusätzliche Abordnung an das Oberverwaltungsgericht Rheinland-Pfalz hinzu, der im März 2008 eine Versetzung und Ernennung zum Richter am Oberverwaltungsgericht folgte. Bis März 2014 blieb er jedoch mit der Hälfte seiner Arbeitskraft an den Verfassungsgerichtshof Rheinland-Pfalz abgeordnet.
Im Jahre 2014 wurde er an das Bundesverwaltungsgericht berufen und dem 9. Revisionssenat zugeteilt.